# Larry L. Taylor
Larry Lowe Taylor (Chattanooga, 12 de febrero de 1942-Signal Mountain, 28 de enero de 2024) fue un oficial del Ejército de los Estados Unidos y piloto de helicóptero que recibió la Medalla de Honor el 5 de septiembre de 2023 por sus acciones el 18 de junio de 1968 durante la Guerra de Vietnam.

## Primeros años y educación
Taylor creció en Chattanooga, Tennessee y asistió a la Universidad de Tennessee, Knoxville, donde sirvió en el Cuerpo de Entrenamiento de Oficiales de Reserva.
Después de su graduación en junio de 1966, Taylor asistió a la Escuela de Blindados del Ejército de Estados Unidos en Fort Knox, luego se entrenó en helicópteros en Fort Wolters y luego en Fort Rucker y se graduó como aviador del Ejército el 30 de junio de 1967.

## Carrera militar
Taylor fue enviado a Vietnam del Sur en agosto de 1967 uniéndose a la Tropa Delta del 1.º Escuadrón del 4.º Regimiento de Caballería, parte de la 1.ª División de Infantería, en la Base Aérea de Bien Hoa.
En la noche del 18 de junio de 1968, Taylor junto con su copiloto suboficial Ratliff rescataron una patrulla de reconocimiento de largo alcance (LRRP, por sus siglas en inglés) de cuatro hombres que había sido rodeada por fuerzas del Vietcong cerca de la aldea de Ap Go Cong, provincia de Bình Dương. Después de agotar sus municiones, Taylor aterrizó su AH-1G Cobra con indicativo Darkhorse 32 y los cuatro soldados del LRRP se aferraron a los patines y plataformas de cohetes del helicóptero mientras Taylor los llevaba a un lugar seguro. Por sus acciones, Taylor recibió originalmente la Estrella de Plata.
Taylor voló más de 2000 misiones de combate en Vietnam en el Cobra y el UH-1, fue atacado por fuego enemigo 340 veces y fue derribado cinco veces.
Después de su servicio en Vietnam, sirvió en el 2.º Regimiento de Caballería en Alemania Occidental.
Dejó el servicio activo en 1971 con el grado de capitán.

## Condecoraciones y reconocimientos
Las condecoraciones personales de Taylor incluyen la Medalla de Honor (actualizada en 2023 desde una Estrella de Plata otorgada en 1968), la Cruz de Vuelo Distinguido, la Estrella de Bronce, la Medalla Aérea y la Cruz al Valor de la República de Vietnam.

### Mención de la Medalla de Honor
El presidente de los Estados Unidos de América, autorizado por la Ley del Congreso del 3 de marzo de 1863, ha concedido en nombre del Congreso la Medalla de Honor al teniente primero Larry L. Taylor, del Ejército de los Estados Unidos, por su destacada valentía e intrepidez arriesgando su vida más allá del deber.
El teniente primero Larry L. Taylor se distinguió por actos de valentía e intrepidez más allá de la llamada del deber mientras servía con la Tropa Delta del 1.º Escuadrón del 4.º de Caballería de la 1ª División de Infantería el 18 de junio de 1968, cerca del pueblo de Ap Go Cong, República de Vietnam.
En esta fecha, el teniente primero Taylor comandaba un equipo de fuego ligero de dos helicópteros de combate Cobra que se desplazaron en una misión nocturna en respuesta a una llamada urgente de apoyo de fuego aéreo de un equipo de patrulla de largo alcance de cuatro hombres.
A su llegada, el teniente primero Taylor encontró al equipo de patrulla rodeado y fuertemente atacado por una fuerza mayor del Viet Cong. Inmediatamente solicitó rondas de iluminación y artillería de apoyo para ayudar a identificar las posiciones enemigas.
A pesar del intenso fuego enemigo desde tierra, voló a una altitud peligrosamente baja, disparando un volumen devastador de cohetes aéreos y ametralladoras sobre las fuerzas enemigas que rodeaban a la patrulla amiga.
Durante aproximadamente 45 minutos, el teniente Taylor y su copiloto continuaron atacando las posiciones enemigas a baja altura.
Cuando el fuego enemigo aumentó desde la aldea de Ap Go Cong, pidió que se dispararan proyectiles de artillería con altitudes de iluminación más bajas sobre esa parte de la aldea para que los proyectiles incendiarios incendiaran las posiciones enemigas.
Con los dos helicópteros de combate Cobra casi sin munición y el enemigo todavía acercándose al equipo de patrulla, el teniente primero Taylor voló la posible ruta de evacuación por tierra del equipo de patrulla, encontrándola inviable debido al intenso fuego enemigo por tierra.
Volviendo al lugar donde se encontraba el equipo de patrulla, continuó rodeándolo a bajo nivel bajo un intenso fuego enemigo, empleando su reflector para realizar falsos tiroteos sobre las posiciones enemigas para distraerlos del equipo de patrulla.
Al quedarse sin combustible y con el equipo de patrulla casi sin munición, el teniente primero Taylor decidió extraer al equipo con su helicóptero de combate Cobra, con dos hombres, una hazaña nunca antes lograda.
Ordenó a su copiloto que disparara sus últimas ráfagas de ametralladora contra el flanco este del equipo de patrulla. El teniente primero Taylor disparó entonces sus últimas ráfagas de ametralladora contra las posiciones enemigas, abriendo una vía de movimiento hacia el este para el equipo de patrulla.
Ordenó al equipo de patrulla que se desplazara 100 metros hacia el punto de extracción, donde el teniente primero Taylor, aún bajo fuego enemigo, aterrizó su helicóptero y ordenó al equipo de patrulla que subiera a bordo donde pudiera.
Con los equipos de patrulla de largo alcance, compuestos por cuatro hombres, sentados en plataformas de cohetes y patines, los evacuó al lugar amigo más cercano, salvando sin duda sus vidas.

La conspicua valentía del teniente primero Taylor, su profunda preocupación por sus compañeros soldados, y su intrepidez arriesgando su vida más allá de la llamada del deber están en consonancia con las más altas tradiciones del servicio militar y reflejan un gran crédito sobre sí mismo, su unidad, y el Ejército de los Estados Unidos.